# Annona neoelliptica
Annona neoelliptica är en kirimojaväxtart som beskrevs av H. Rainer och Paulus Johannes Maria Maas. Annona neoelliptica ingår i släktet annonor, och familjen kirimojaväxter. Inga underarter finns listade i Catalogue of Life.